# Équipe d'Égypte de football à la Coupe du monde 1990
L'équipe d'Égypte de football participa à la Coupe du monde 1990, ce qui constitua sa deuxième coupe du monde. Pour cette deuxième édition, l'Égypte fut éliminé au premier tour, en inscrivant un but et en encaissant deux.

## Résumé
L'Égypte se présente à la Coupe du monde 1990, en tant qu'un des représentants du football africain, en compagnie du Cameroun.

## Tour préliminaire

### Zone Afrique

#### Premier tour
L'Égypte ne fit pas le premier tour.

#### Second Tour

##### Groupe B
6 janvier 1989 au Caire (Égypte) :  Égypte 2 - 0  Liberia
21 janvier 1989 à Lilongwe (Malawi) :  Malawi 1 - 1  Égypte
10 juin 1989 à Nairobi (Kenya) :  Kenya 0 - 0  Égypte
25 juin 1989 à Monrovia (Liberia) :  Liberia 1 - 0  Égypte
11 août 1989 au Caire (Égypte) :  Égypte 1 - 0  Malawi
26 août 1989 au Caire (Égypte) :  Égypte 2 - 0  Kenya
| Rang | Équipe  | Pts | J | V | N | D | BP | BC | Dif |
| ---- | ------- | --- | - | - | - | - | -- | -- | --- |
| 1    | Égypte  | 8   | 6 | 3 | 2 | 1 | 6  | 2  | 4   |
| 2    | Liberia | 6   | 6 | 2 | 2 | 2 | 2  | 3  | -1  |
| 3    | Malawi  | 5   | 6 | 1 | 3 | 2 | 3  | 4  | -1  |
| 4    | Kenya   | 5   | 6 | 1 | 3 | 2 | 2  | 4  | -2  |

L'Égypte accède au Tour final.

#### Tour final
8 octobre 1989 à Constantine (Algérie) :  Algérie 0 - 0  Égypte
17 novembre 1989 à Le Caire, Égypte :  Égypte 1 - 0  Algérie
L'Égypte est qualifiée pour la Coupe du monde, en gagnant sur l'ensemble des deux matchs 1-0.

## Effectif
22 joueurs sont appelés pour la coupe du monde 1990.
| Numéro / Nom       | Numéro / Nom      | Club                  | Date de naissance | J.              | Buts            |                 |                 |                 |
| Gardiens de but    | Gardiens de but   | Gardiens de but       | Gardiens de but   | Gardiens de but | Gardiens de but | Gardiens de but | Gardiens de but | Gardiens de but |
| ------------------ | ----------------- | --------------------- | ----------------- | --------------- | --------------- | --------------- | --------------- | --------------- |
| 1                  | Ahmed Shobair     | Al Ahly               | 28.09.1960        | 3               | 0               | 1               | 0               | 0               |
| 21                 | Ayman Taher       | Zamalek SC            | 07.01.1966        | 0               | 0               | 0               | 0               | 0               |
| 22                 | Sabet Al Batal    | Al Ahly               | 16.09.1953        | 0               | 0               | 0               | 0               | 0               |
| Défenseurs         |                   |                       |                   |                 |                 |                 |                 |                 |
| 2                  | Ibrahim Hassan    | Al Ahly               | 10.08.1966        | 3               | 0               | 1               | 0               | 0               |
| 3                  | Rabie Yassin      | Al Ahly               | 07.09.1960        | 3               | 0               | 0               | 0               | 0               |
| 4                  | Hany Ramzy        | Al Ahly               | 10.03.1969        | 3               | 0               | 0               | 0               | 0               |
| 5                  | Hesham Yakan      | Zamalek SC            | 10.08.1962        | 3               | 0               | 0               | 0               | 0               |
| 6                  | Ashraf Kasem      | Zamalek SC            | 25.07.1966        | 0               | 0               | 0               | 0               | 0               |
| 13                 | Ahmed Ramzy       | Zamalek SC            | 25.10.1965        | 2               | 0               | 1               | 0               | 0               |
| Milieux de terrain |                   |                       |                   |                 |                 |                 |                 |                 |
| 8                  | Magdi Abdelghani  | Sport Clube Beira-Mar | 27.07.1959        | 3               | 1               | 1               | 0               | 0               |
| 10                 | Gamal Abdel Hamid | Zamalek SC            | 24.11.1957        | 3               | 0               | 0               | 0               | 0               |
| 12                 | Taher Abouzaid    | Al Ahly               | 10.04.1962        | 1               | 0               | 0               | 0               | 0               |
| 14                 | Alaa Maihoub      | Al Ahly               | 19.01.1963        | 0               | 0               | 0               | 0               | 0               |
| 15                 | Saber Eid         | Ghazl El Mahallah     | 01.05.1959        | 0               | 0               | 0               | 0               | 0               |
| 16                 | Magdy Tolba       | PAOK Salonique        | 24.02.1964        | 1               | 0               | 0               | 0               | 0               |
| 18                 | Osama Oraby       | Al Ahly               | 22.01.1962        | 1               | 0               | 0               | 0               | 0               |
| 20                 | Ahmed El Kass     | Al Olympi             | 08.07.1965        | 3               | 0               | 0               | 0               | 0               |
| Attaquants         |                   |                       |                   |                 |                 |                 |                 |                 |
| 7                  | Ismail Youssef    | Zamalek SC            | 28.06.1964        | 3               | 0               | 0               | 0               | 0               |
| 9                  | Hossam Hassan     | Al Ahly               | 10.08.1966        | 3               | 0               | 0               | 0               | 0               |
| 11                 | Tarek Soliman     | Al-Masry              | 24.01.1962        | 0               | 0               | 0               | 0               | 0               |
| 17                 | Ayman Shawky      | Al Ahly               | 09.12.1962        | 0               | 0               | 0               | 0               | 0               |
| 19                 | Adel Abdelrahman  | Al Ahly               | 11.12.1967        | 2               | 0               | 0               | 0               | 0               |
| Sélectionneur      |                   |                       |                   |                 |                 |                 |                 |                 |
|                    | Mahmoud Al-Gohary |                       | 12.10.1937        |                 |                 |                 |                 |                 |

## Phase finale

### Premier tour

#### Groupe F
C'est la première participation de l'Égypte depuis 1934 (une Coupe du monde qui avait eu également lieu en Italie) et c'est la première fois que l'Irlande est présente. L'Angleterre fait match nul contre l'Irlande et les Pays-Bas, puis gagne contre l'Égypte. Avec trois nuls sur les mêmes scores, l'Irlande et les Pays-Bas sont parfaitement à égalité. Le tirage au sort désignera l'Irlande comme deuxième mais les Pays-Bas sont quand même qualifiés parmi les meilleurs troisièmes.
| Classement final |                      |     |   |   |   |   |    |    |      |
|                  | Équipe               | Pts | J | G | N | P | BP | BC | Diff |
| 1                | Angleterre           | 4   | 3 | 1 | 2 | 0 | 2  | 1  | +1   |
| 2                | République d'Irlande | 3   | 3 | 0 | 3 | 0 | 2  | 2  | 0    |
| 3                | Pays-Bas             | 3   | 3 | 0 | 3 | 0 | 2  | 2  | 0    |
| 4                | Égypte               | 2   | 3 | 0 | 2 | 1 | 1  | 2  | -1   |

| 11 juin | Angleterre           | 1 | 1 | République d'Irlande |
| 12 juin | Pays-Bas             | 1 | 1 | Égypte               |
| 16 juin | Angleterre           | 0 | 0 | Pays-Bas             |
| 17 juin | République d'Irlande | 0 | 0 | Égypte               |
| 21 juin | Angleterre           | 1 | 0 | Égypte               |
| 21 juin | Pays-Bas             | 1 | 1 | République d'Irlande |

| 12 juin 1990                      | Pays-Bas  | 1 - 1 | Égypte               | Stadio La Favorita, Palerme                             |                                                         |
| 21:00 · Historique des rencontres | Kieft 58e |       | Abdelghani 83e (pen) | Spectateurs : 33 421 Arbitrage : Emilio Soriano Aladrén | Spectateurs : 33 421 Arbitrage : Emilio Soriano Aladrén |
| 21:00 · Historique des rencontres | (Rapport) |       |                      | Spectateurs : 33 421 Arbitrage : Emilio Soriano Aladrén | Spectateurs : 33 421 Arbitrage : Emilio Soriano Aladrén |

| 17 juin 1990 | République d'Irlande | 0 - 0 | Égypte | Stadio La Favorita, Palerme                            |                                                        |
| 17:00        |                      |       |        | Spectateurs : 33 288 Arbitrage : Marcel van Langenhove | Spectateurs : 33 288 Arbitrage : Marcel van Langenhove |
| 17:00        | (Rapport)            |       |        | Spectateurs : 33 288 Arbitrage : Marcel van Langenhove | Spectateurs : 33 288 Arbitrage : Marcel van Langenhove |

| 21 juin 1990 | Angleterre | 1 - 0 | Égypte | Stadio Sant'Elia, Cagliari                          |                                                     |
| 21:00        | Wright 64e |       |        | Spectateurs : 34 959 Arbitrage : Kurt Röthlisberger | Spectateurs : 34 959 Arbitrage : Kurt Röthlisberger |
| 21:00        | (Rapport)  |       |        | Spectateurs : 34 959 Arbitrage : Kurt Röthlisberger | Spectateurs : 34 959 Arbitrage : Kurt Röthlisberger |

## Buteurs
1 but
- Magdi Abdelghani